# 加賀 伝統工芸村 ゆのくにの森
加賀 伝統工芸村 ゆのくにの森（かが でんとうこうげいむら ゆのくにのもり）は、石川県小松市粟津温泉にある伝統工芸のテーマパークである。
13万坪の敷地内に11の館があり、50種類以上の伝統工芸を体験できる。11の館のうち5つの館は、築100年以上の茅葺き屋根の館が自然形態のまま現存している建物を使用している。

## 建物
この節の出典:

- 輪島塗の館
- 友禅の館
- 九谷焼の館
- 山中ろくろの館
- オルゴールの館
- 金箔の館
- ガラス工芸の館
- 越前の館
- 和紙の館
- お菓子の館
- のれんの館
- 伝統美術の館
- お食事処 漁師の館
- 茶の湯の館・方丈庵
- 商家の館（総合売店）
- うどん処 陣太鼓
- 子供の広場

## 創作体験
この節の出典:

- 輪島塗体験 沈金
- 友禅体験 型染
- 九谷焼体験 絵付け・ろくろ回し
- 山中塗体験 蒔絵
- オルゴール体験 組立
- 金箔はり体験 純金・金箔はり
- ガラス工芸体験 サンドブラスティング他
- 越前体験 手びねり・陶板・竹細工
- 和紙体験 紙漉き
- そば打ち体験 そば打ち
- お菓子体験 クッキー

## 関連施設
- ゆのくに天祥